# ヒューバート・ドレイファス
ヒューバート・ドレイファス（Hubert Lederer Dreyfus, 1929年10月15日 - 2017年4月22日）は、アメリカ合衆国の哲学者。カリフォルニア大学バークレー校哲学教授。エトムント・フッサール、モーリス・メルロー＝ポンティ、マルティン・ハイデッガー、ミシェル・フーコーなどヨーロッパ現代哲学の研究と並んで、人工知能に対する哲学的批判を継続的に行うなど、幅広い関心を発揮した。

## 経歴
アメリカ・インディアナ州テレホートにドイツから来たユダヤ系の家庭に生まれた。
もともと物理学を初めとする自然科学を専攻したいと思っていたが、ハーバード大学時代の恩師C・I・ルイスとの出会いにより哲学へ転向。1951年、ハーバード大学で哲学のBAを取得。翌年、同大学でMAを取得。その後、バーゼル大学、フライブルク大学、ベルギーのフッサール・アルヒーフ、フランス高等師範学校などへの留学を経て。1964年、ハーバード大学でPh.D.を取得。博士論文はフッサールに関するものだったが、現在まで公刊されていない。
1960年から1968年までマサチューセッツ工科大学 (MIT) で教える。1968年からカリフォルニア大学バークレー校に勤務。2003年から翌年までアメリカ哲学会会長。
コレージュ・ド・フランス、ウィーン工科大学（オーストリア）、フランクフルト大学（ドイツ）、高等師範学校、オーフス大学（デンマーク）、オークランド大学（ニュージーランド）、ハミルトン・カレッジ（アメリカ・ニューヨーク州）、タスマニア大学（オーストラリア）、ペルー・カトリック大学、エラスムス大学（オランダ）、アムステルダム大学（オランダ）、東京大学などで客員教授や講師を務めたことがある。
「人工知能の領域に大きな影響を与えた優れた著作と、20世紀の大陸哲学の分析と解釈に対する顕著な貢献」を理由として、エラスムス大学から名誉博士号を贈られている。

## 思想
アメリカ哲学界では決して数多くない現代ヨーロッパ哲学を専門とする研究者として、セーレン・キェルケゴールの実存主義への関心を核にしながら、メルロー＝ポンティやハイデッガーの研究を行う。特にハイデッガー研究では、1991年に上梓した『存在と時間』第1部についての詳細な注解が、現在でもアメリカのハイデッガー研究の基本的文献とみなされている。
フーコー研究では、ハイデッガーの存在論とフーコーの権力論の密接な繋がりを強調している。フーコーについては、ポール・ラビノーと共にフーコーをバークレー校に招聘するために奔走し、ラビノーとの共著『ミシェル・フーコー--構造主義と解釈学を超えて』を出版するなど、英語圏に紹介する上で大きな役割を果たした。
研究者としての経歴のごく初期から、ヨーロッパ現代哲学研究と並行して継続的に人工知能論を展開、人工知能研究の理論的基礎について哲学的な批判を行っている（後述）。2001年の著書『インターネットについて』では、インターネットの存在論的考察に議論を拡張、インターネットの本質について悲観的見解を提示した。

### 人工知能批判
1964年にランド研究所に提出した報告書『錬金術と人工知能』において、アレン・ニューウェルとハーバート・サイモンという2人の指導的な人工知能研究者の仕事を批判した。当時ドレイファスはMITに勤めており、人工知能研究について身近に考える機会があった。ドレイファスの批判点はそれまでの人工知能研究の成果についてだけではなく、ニューウェルとサイモンが想定している基本的な前提にも置かれている。知能とは形式的規則に従って象徴を操作することだ、という彼らの前提は誤っており、ドレイファスの考えでは、人工知能研究は失敗を運命づけられている。
この主張は人工知能研究者からのたくさんの批判を招いたため、ドレイファスは自説を補強するためにさらなる研究をスタートさせた。こうして生まれたのが弟のスチュアート・ドレイファスとの共著『心は機械を超える--コンピュータ時代における人間の直感的知恵』であり、また1972年の著書『コンピュータには何ができないか』も大きな論争を呼んだ。後者は1979年に増補された後、1992年にも新しい序文を付され『コンピュータには依然として何ができないか』という題名で刊行されている。
ドレイファスによれば、人工知能研究には大きく分けて4つの前提がある。第1は生物学的前提、第2は心理学的前提である。生物学的前提とは、脳がコンピュータのハードウェアと類似しており、心はコンピュータのソフトウェアと類似しているとする前提である。心理学的前提は、心は表象や象徴（シンボル）に対して（アルゴリズムの規則に則りながら）ひそかに計算をおこなうことによって働いている、とするものである。
ドレイファスによれば、心理学的前提が認められ得るか否かは、残りの2つの前提、すなわち認識論的前提と存在論的前提が正しいかどうかにかかっている。認識論的前提とは、全ての活動（生物によるものでも無生物によるものでもよい）を何らかの規則ないし法則の結果として（数学的に）形式化できるということである。存在論的前提は、現実とは相互に無関係な一連の原子的事実に切り分けることができるということを、客観的真理とみなすことを指す。人工知能研究者たちは、こうした認識論的前提ゆえに知能とは形式的に規則に従うことと同義であるとみなしており、存在論的前提ゆえに人間は現実のおのおのについて内的な表象を持っていると考えている。
これら2つの前提のもとで人工知能研究者たちは、認知とは内的な象徴を内的な規則に従って操作することだとし、それゆえ人間行動の大部分は文脈に依存しないと考えている。従って、物理学的法則が物質世界の「外的」な法則を列挙するのと同じ仕方で、人間の心の「内的」な規則を詳細にわたって列挙するほんものの科学的心理学というものを作ることが可能だとされる。
人間行動が客観的に予測可能なものと考えるなら、文脈に依存しない科学的法則があることになるが、実際のところドレイファスによれば、文脈と無関係に成立する心理学とは語義矛盾なのである。
こういった立場に反論するドレイファスの立論は、現象学や解釈学の伝統（とりわけハイデッガーの著作）に由来している。人工知能研究が基礎を置いている認知主義的な考え方とは逆に、ハイデッガーは、人間存在は自らが置かれた文脈によって強く拘束されていると考えている。それゆえ、文脈と無関係に成立する2つの前提は誤りなのである。 たしかに、自然科学的な現実をそれ以上分割できない原子的な事実からなるものと「見ようとする」ことができるのと同様に、その気になれば人間の行動も「法則に支配されている」ものとして「見ようとする」ことができるということは、ドレイファスも否定していない。しかしそのことと、「従ってそれらが原因となる客観的事実がある」と言明することの間には大きな飛躍がある。実際ドレイファスによればこの言明は（必ずしも）正しくなく、従って客観的事実が存在するということを基礎にした研究プログラムは、即座に理論的かつ実際的な問題を抱えることになる。従って人工知能研究者たちが現在行っている研究は失敗を運命づけられている。
ある意味でドレイファスが機械化に反対するかつてのラッダイト運動の闘士を彷彿とさせるとしても、ドレイファスが人工知能を根本的に不可能だと考えているわけではなく、現在の研究プログラムには致命的な欠陥があると述べているにすぎない。人間並みの知能を備えた装置を得ようとすれば、人間のような世界内存在を作ることになり、そのような存在は多少とも人間に似た身体を備え、人間のものに似た社会に適応していなければならないからである。この意味でドレイファスは、マーク・ジョンソンやジョージ・レイコフら「身体化の心理学」(embodied psychology) の論者や、「分散認知」(distributed cognition) 理論の提唱者たちと同様の見解を抱いている。また、ロドニー・ブルックスその他の人工生命の研究者たちも同様に主張している。

## 著書
単著・共著
- 1965. "Alchemy and Artificial Intelligence". Rand Paper.[4]
- 1972. What Computers Can't Do: The Limits of Artificial Intelligence. ISBN 0-06-011082-1
- 1979. What Computers Can't Do: The Limits of Artificial Intelligence. (revised) ISBN 0-06-090613-8, ISBN 0-06-090624-3.
黒崎政男、村若修訳『コンピュータには何ができないか――哲学的人工知能批判』産業図書、1992年
- 1983. (with Paul Rabinow) Michel Foucault: Beyond Structuralism and Hermeneutics. Chicago, Ill: The University of Chicago Press. ISBN 978-0-226-16312-3
ポール・ラビノウ共著、山形頼洋、井上克人、北尻祥晃、高田珠樹、山田徹郎、山本幾生、鷲田清一訳『ミシェル・フーコー――構造主義と解釈学を超えて』筑摩書房、1996年
- 1986 (with Stuart Dreyfus). Mind Over Machine: The Power of Human Intuition and Expertise in the Era of the Computer. New York: Free Press.
スチュアート・E・ドレイファス共著、椋田直子訳『純粋人工知能批判――コンピュータは思考を獲得できるか』アスキー、1987年
- 1991. Being-in-the-World: A Commentary on Heidegger's Being and Time, Division I. Cambridge, MA: MIT Press. ISBN 0-262-54056-8, ISBN 978-0-262-54056-8
門脇俊介監訳、榊原哲也、貫成人、森一郎、轟孝夫訳『世界内存在――『存在と時間』における日常性の解釈学』産業図書、2000年
- 1992. What Computers Still Can't Do: A Critique of Artificial Reason. Cambridge, MA: MIT Press. ISBN 0-262-54067-3
- 2000. Heidegger, Authenticity, and Modernity: Essays in Honor of Hubert Dreyfus, Volume 1. Cambridge, MA: MIT Press. ISBN 0-262-73127-4.
- 2000. Heidegger, Coping, and Cognitive Science: Essays in Honor of Hubert L. Dreyfus, Volume 2. Cambridge, MA: MIT Press. ISBN 0-262-73128-2
- 2001. On the Internet Revised Second Edition. London and New York: Routledge. ISBN 978-0-415-77516-8
石原孝二訳『インターネットについて――哲学的考察』産業図書、2002年
- 2011. (with Sean Dorrance Kelly)  All Things Shining: Reading the Western Classics to Find Meaning in a Secular Age. Reviewed by Garry Wills in New York Review of Books, April 7, 2011, pages 16–18.
- 2015. (with Charles Taylor) Retrieving Realism. Harvard University Press.
チャールズ・テイラー共著、村田純一監訳、染谷昌義、植村玄輝、宮原克典訳『実在論を立て直す』法政大学出版局、2016年

論文等
- ポール・ラビノー共著、椎名正博、椎名美智訳「成熟とは何か--「啓蒙とは何か」をめぐるハーバーマスとフーコー」、D・C・ホイ編『フーコー――批判的読解』国文社、1990年、所収。
- 大河内昌訳「事物の秩序について――ハイデガーとフーコーにおける存在と権力」、蓮実重彦編『ミシェル・フーコーの世紀』筑摩書房、1993年、所収。
（東京大学のフーコー・シンポジウムの講演記録）
- 「道徳性とは何か」、デヴィッド・ラスマッセン編、菊池理夫ほか訳『普遍主義隊共同体主義』日本経済評論社、1998年、所収。
- ミシェル・フーコーとの対談「倫理の系譜学について」、『ミシェル・フーコー思考集成』9, 筑摩書房、2001年、所収。
- ミシェル・フーコーらとの鼎談「倫理の系譜学について」、『ミシェル・フーコー思考集成』10, 筑摩書房、2002年、所収。
- Hubert L. Dreyfus: A Bibliography, Compiled by Eddie Yeghiayan

翻訳
- 1964. Maurice Merleau-Ponty, Sense and Nonsense, translated, with a preface, by Hubert L. Dreyfus & Patricia Allen Dreyfus, Evanston : Northwestern University Press.